# 151 г. пр.н.е.
151 (сто петдесет и първа) година преди новата ера (пр.н.е.) е година от доюлианския (Помпилийски) римски календар.

## Събития

### В Римската република
- Консули са Луций Лициний Лукул и Авъл Постумий Албин.
- Келтиберите се предават на Марк Клавдий Марцел.[1]
- Трудности при набирането на доброволци за кампания в Испания предизвикват намесата на консула Лукул, който впоследствие е обвинен в ексцесии и дори временно затворен от народните трибуни.[1]
- Военната кампания на Локул срещу вакцеите и други племена се състои след набирането на армия.[1]

### В Африка
- Картаген завършва с изплащането на петдесетгодишното дължимо обезщетение към Рим.[2]